# Monaco au Concours Eurovision de la chanson 1966
Monaco a participé au Concours Eurovision de la chanson 1966 le 5 mars à Luxembourg. C'est la 8e participation monégasque au Concours Eurovision de la chanson.
Le pays est représenté par Téréza et la chanson Bien plus fort, sélectionnés en interne par Télé Monte-Carlo.

## Sélection
Le radiodiffuseur monégasque, Télé Monte-Carlo (TMC), choisit l'artiste et la chanson en interne pour représenter Monaco au Concours Eurovision de la chanson 1966.
Lors de cette sélection, c'est la chanson Bien plus fort, écrite par Jean-Max Rivière, composée par Gérard Bourgeois et interprétée par la chanteuse croate Tereza Kesovija, sous son nom de scène Téréza, qui fut choisie, accompagnée du chef d'orchestre Alain Goraguer.
| Ordre | Interprète | Chanson        | Langue   |
| ----- | ---------- | -------------- | -------- |
| 1     | Téréza     | Bien plus fort | Français |

## À l'Eurovision
Chaque jury national attribue un, trois ou cinq points à ses trois chansons préférées.

### Points attribués par Monaco
| 5 points | Autriche |
| 3 points | Suisse   |
| 1 point  | France   |

### Points attribués à Monaco
| 5 points | 3 points | 1 point |
| -------- | -------- | ------- |
|          |          |         |

Téréza interprète Bien plus fort en 13e position, suivant la Suisse et précédant l'Italie.
Au terme du vote final, Monaco termine 17e — à égalité avec l'Italie — sur les 18 pays participants, n'ayant reçu aucun point des jurys,.